# Phất tử

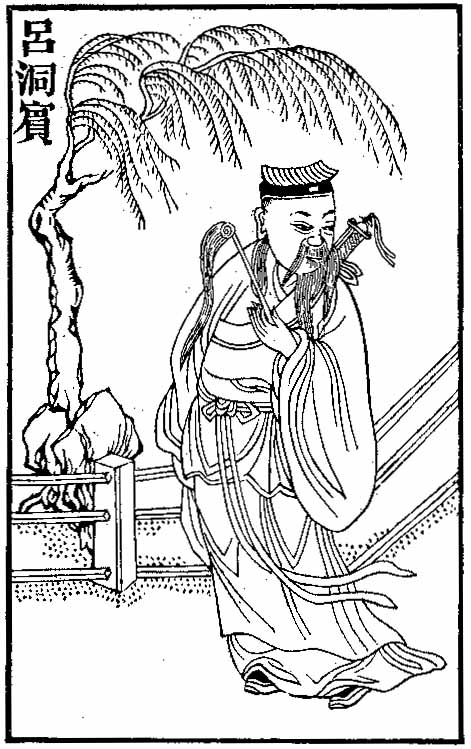
Hình ảnh Lữ Động Tân và cây phất trần.

Phất tử (chữ Hán: 拂子, tiếng Nhật: hossu, Tạng văn: camāra), tên gọi phổ biến hơn là Phất trần (拂塵), Trần vi (麈尾) là cây đuổi ruồi, có truyền thống từ các vị Sa-môn tại Ấn Độ.
Phất tử được dùng để đuổi ruồi và các côn trùng biết bay để chúng khỏi bị đạp, nguyên là một khúc gỗ, được gắn một chùm lông đuôi ngựa ở một đầu. Trong những thiền viện tại Trung Quốc thời xưa, chỉ có vị trụ trì trong viện mới được sử dụng phất tử và các vị này sử dụng nó như là một phương tiện khai thị cho môn đệ. Phất tử trở thành một biểu tượng của "Dĩ tâm truyền tâm" trong Thiền tông và cũng được các Thiền sư truyền lại cho môn đệ xuất sắc nhất.